# Oxalidales
Classification APG III (2009)
Ordre
Les Oxalidales sont un ordre  de plantes dicotylédones. En classification phylogénétique des Angiospermes, les Oxalidales appartiennent au groupe des Fabidées (Eurosids I), lui-même rattaché aux Rosidées (Rosids) puis au noyau des Dicotylédones vraies.
En classification phylogénétique APG III (2009), la circonscription est :
- ordre des Oxalidales
  - famille des Brunelliaceae Engl. (1897)
  - famille des Cephalotaceae Dumort. (1829)
  - famille des Connaraceae R.Br. (1818)
  - famille des Cunoniaceae R.Br. (1814)
  - famille des Elaeocarpaceae Juss. ex DC. (1816)
  - famille des Huaceae A.Chev. (1947)
  - famille des Oxalidaceae R.Br. (1818)

En classification phylogénétique APG (1998) la circonscription était :
- ordre des Oxalidales
  - famille des Cephalotaceae
  - famille des Connaraceae
  - famille des Cunoniaceae
  - famille des Elaeocarpaceae
  - famille des Oxalidaceae (famille des oxalis)

En classification phylogénétique APG II (2003) la circonscription est un peu modifiée :
- ordre des Oxalidales
  - famille des Brunelliaceae
  - famille des Cephalotaceae
  - famille des Connaraceae
  - famille des Cunoniaceae
  - famille des Elaeocarpaceae (y compris Tremandraceae)
  - famille des Oxalidaceae

Pour Angiosperm Phylogeny Website (18 août 2009) la circonscription est un peu modifiée :
- ordre des Oxalidales
  - famille des Brunelliaceae
  - famille des Cephalotaceae
  - famille des Connaraceae
  - famille des Cunoniaceae
  - famille des Elaeocarpaceae
  - famille des Huaceae
  - famille des Oxalidaceae

Dans la classification classique de Cronquist (1981) la plupart de ces familles étaient classées dans les Rosales, mais les Oxalidacées étaient classées dans les Geraniales et les Élaeocarpacées partagées entre les Malvales et les Polygalales, traitées dans ce dernier cas comme les Tremandracées.